# .бел
.бел — Національний домен верхнього рівня для Республіки Білорусь.
Заявка на делегування домену була схвалена 26 серпня 2014. Реєструвати доменні імена можна буде російською та білоруською мовами — підтримуються в тому числі апостроф, літери «в» і «і». Правила реєстрації будуть ідентичні існуючим для домену .by.